# Гутьеррес, Херман
Херман Гутьеррес (исп. German Gutierrez) (???, Мексика) — известный мексиканский актёр и художник.

## Биография
Родился в Мексике. После окончания средней школы поступил на правоведческий факультет университета, однако в процессе учёбы хотел стать актёром и был вынужден бросить его и перейти в CEA, после окончания которого дебютировал в мексиканском кинематографе. Принял участие в 41 работе в кино и телесериалах в качестве актёра и художника. Телесериалы Ад в маленьком городке, Таковы эти женщины, Мачеха, Секс и другие секреты и Как говорится оказались наиболее популярными с участием актёра. Был номинирован на премию TVyNovelas и тут же ему удалось одержать достойную победу.

## Личная жизнь
Херман Гутьеррес женат уже свыше 20 лет и имеет двоих детей Клаудио и Хему. Влюблённая пара была на грани развода из-за наркотической зависимости супруга, ранее он заразил свою супругу ВИЧ-инфекцией из-за прелюбодеяния, но впоследствии он стал религиозным человеком, после чего супруга его простила.

## Фильмография

### В качестве актёра
1
Женщины в черном (сериал, 2016)
Mujeres de negro … Ferrer
2
Страсть и власть (сериал, 2015—2016)
Pasión y poder … Marcos
3
Por mis bigotes (2015)
… Benito
4
Не отпускай меня (сериал, 2015—2016)
A que no me dejas
5
Итальянка собирается замуж (сериал, 2014—2015)
Muchacha italiana viene a casarse
6
До конца света (сериал, 2014—2015)
Hasta el fin del mundo
7
Кошка (сериал, 2014)
La Gata
8
Какие же богатые эти бедные (сериал, 2013—2014)
Qué pobres tan ricos … Doctor
9
Лгать, чтобы жить (сериал, 2013)
Mentir para vivir … Ezequiel Santos
10
Буря (сериал, 2013)
La Tempestad … Roberto
11
Настоящая любовь (сериал, 2012 — …)
Amores verdaderos
12
Та, что не может любить (сериал, 2011—2012)
La que no podía amar … Ulises
13
Сила судьбы (сериал, 2011)
La fuerza del destino
14
Как говорится (сериал, 2011 — …)
Como dice el dicho … Carlos
15
Братья-детективы (сериал, 2009)
Hermanos y detectives … Político
16
Гадкий утёнок (сериал, 2009 — …)
Atrévete a soñar … Coach
17
Клянусь, что люблю тебя (сериал, 2008 — …)
Juro que te amo … Dr. Alejandro Rangel
18
В последний момент (сериал, 2007 — …)
Tiempo final … Beto
19
La santa muerte (2007)
20
Секс и другие секреты (сериал, 2007 — …)
Sexo y otros secretos … Nico
21
Соседи (сериал, 2005 — …)
Vecinos … Ray
22
Мачеха (сериал, 2005—2007)
La madrastra … Dr. Huerta
23
Миссия спасения, приключения и любовь (сериал, 2004)
Misión S.O.S. aventura y amor … Padre
24
Сердца на пределе (сериал, 2004)
Corazones al límite … Zack Cisneros
25
Мой грех — в любви к тебе (сериал, 2004)
Amarte es mi pecado … Osvaldo Quintero
26
Таковы эти женщины (сериал, 2002—2003)
Así son ellas … Patricio Bolestáin
27
Всегда буду любить тебя (сериал, 2000)
Siempre te amaré … Fausto Berriozábal
28
Рождественская сказка (мини-сериал, 1999)
Cuento de Navidad … Patricio (1999)
29
Три против трёх (сериал, 1998)
Tres vs. tres
30
Без тебя(сериал, 1997)
Sin ti … César
31
Ад в маленьком городке (сериал, 1997)
Pueblo chico, infierno grande … Baldomero’s son
32
Виновность (сериал, 1996)
La culpa … Víctor
33
Акапулько, тело и душа (сериал, 1995)
Acapulco, cuerpo y alma … Pablo
34
Там за мостом (сериал, 1994)
Más allá del puente … Hugo
35
Кристальная империя (сериал, 1994)
Imperio de cristal … Claudio Lombardo
36
Между жизнью и смертью (сериал, 1993)
Entre la vida y la muerte … Dante
37
В поисках рая (сериал, 1993)
Buscando el paraíso … (1 эпизод, 1993)
38
Навстречу солнцу (сериал, 1992)
De frente al sol … Hugo (1992)
39
Женщина, случаи из реальной жизни (сериал, 1985 — …)
Mujer, casos de la vida real

#### Камео
40
Большой Брат VIP: Мексика (сериал, 2002—2005)
Big Brother VIP: México … играет самого себя

#### В качестве художника
1
Какие же соседи животные! (1998)
¡Qué vecinos tan animales! … художник-постановщик